# Ситан кале
Ситан (Стана, Сатан) кале или Калята е късноатнтична крепост намираща се над град Банско, България, върху един от ридовете на Пирин, обграден със стръмни склонове.

## История
Крепостта е разположена на 5,23 km югозападно от Банско върху възвишение със стръмни склонове. Крепостта е охранявала пътя, който е минавал по долината на река Места през Пирин за долината на река Струма. Срещу нея, от другата страна на пътя е крепостта Градище. По стратегическото си значение крепостта Ситан кале е била една от най-големите и най-важните по течението на река Места. Византийският хорнист Георгий Кедрин я описва като „забележителен град“, свидетелство за нейната значимост в онова далечно време и ролята ѝ на многобройно военно селище.

## Харакетристики
Градежът има формата на неправилен правоъгълник с остър връх на юг. По ръба на височината се очертава трасето на крепостен зид, дграден от ломени камъни и хоросан, смесени със счукана тухла. Един фрагмент от него, на югозападната страна, има дебелина 1,50 m. На 15 m под северната, по-достъпна страна все още личат следите от ров. Околният терен изобилства с останки от разрушени сгради – още личат отделни купища камъни с останки от хоросан, керемиди и тухли, както и отделни фрагменти от керамични съдове. По време на разкопки в миналото местният учител е открил римски монети.

## Консервация
На 18 ноември 2013 г. е сложен успешен край на работата по експонирането на обектите Свети Никола и Ситан кале, реализирано по програма „Подкрепа за развитието и диверсификацията на туристическите атракции на община Банско – Банско кръстопът на цивилизациите“. До местността Свети Никола е изградена велосипедна алея и са монтирани информационни табла. Археологическият резерват е изключително интересен в научно и културно отношение и неговата реставрация, консервация, експониране и осигуряване на достъпна среда, имат за цел да го превърнат в забележителна туристическа атракция. Крепостта Ситан кале, също е консервирана и експонирана, като към нея по склона на планината е изградена пътека. Откритите фрагменти от битова керамика, оръжия, монети, ключ от портата към стражевата кула и други свидетелстват за активния живот на многобройното население на Ситан кале от античността до късното средновековие.